# جورج جيبسون
جورج جيبسون (بالإنجليزية: George Gibson)‏ (29 أغسطس 1912 - 30 ديسمبر 1990)، هو لاعب كرة قدم، من المملكة المتحدة لبريطانيا العظمى وأيرلندا، مركز لعبه هو مهاجم، توفي عن عمر يناهز 78 عاماً.